# Bulbophyllum peramoenum
Bulbophyllum peramoenum là một loài phong lan thuộc chi Bulbophyllum.